# Kitty Kat
Kitty Kat, nom de scène de Katharina Löwel (née le 22 janvier 1982 à Berlin-Est) est une rappeuse allemande.

## Biographie
Ses parents fuient en Allemagne de l'Ouest avec elle et sa sœur en 1986. Ils s'installent à Augsbourg. Quelques années plus tard, les parents de Katharina divorcent, la mère élève seule ses filles. Elle découvre le rap à 14 ans avec des artistes comme Salt-N-Pepa ou Lil' Kim.
Après ses études secondaires, elle fait un apprentissage de commis de banque à Munich. À 21 ans, elle retourne à Berlin, par l'entremise de Fler, elle est découverte par le producteur d'Aggro Berlin Paul NZA. Entre 2006 et la fin du label en 2009, elle figure sur plusieurs sorties d'Aggro Berlin. À côté, elle travaille à Berlin pour une agence de publicité puis est au chômage pendant plus de six mois jusqu'à ce qu'elle obtienne un contrat avec Aggro Berlin. Elle fait sa première apparition publique au moment de la sortie de la compilation Aggro Anti Ansage n°8 en 2008. Le projet d'un album solo ne se concrétise pas en raison de la liquidation du label.
Après trois chansons dans l'album Ich en 2006, Kitty Kat s'implique dans cinq chansons de l'album de 2008 de Sido Ich und meine Maske, qui comprend Beweg dein Arsch qui sort en single et atteint la 17e place des ventes en Allemagne. Elle apparaît également sous l'alter ego de Brooke Skillz.
Elle sort en ligne son single solo Bitchfresse (L.M.S) fin juillet 2009. Braves Mädchen est présenté comme le premier single officiel. Son album solo Miyo!, dont elle assure la production, est publié par Universal Music le 4 septembre 2009 où l'a amenée Fler. Il comprend des collaborations de Sido et Cassandra Steen.
Le 18 mars 2011, Universal Music sort le deuxième album solo de Kitty Kat, Pink Mafia. Les 16 chansons incluent des collaborations avec Xavier Naidoo, Megaloh et d'autres artistes. Une collaboration avec d'autres anciens artistes d'Aggro Berlin est écartée. À la fin de l'année, elle est compositrice pour Glasperlenspiel pour le single Freundschaft. En 2013, elle participe au succès de Glasperlenspiel Nie vergessen, le single atteint le top 10 des ventes allemandes.
Le 30 mars 2012, Kitty Kat présente la Dirty Mixtape, sa première publication sur son propre label Deinemama Records. En 2013, la rappeuse est invitée dans l'émission de téléréalité Frauentausch, où elle partage la vie de Zachi Noy en Israël pendant une semaine.
Le troisième album Kattitude sort en mars 2014. Le 20 septembre 2014, elle participe au Bundesvision Song Contest 2014 à Göttingen avec la chanson Hochhaus pour le Brandebourg, elle finit à la 15e et avant-dernière place.
En 2018, elle fait une nouvelle collaboration avec Glasperlenspiel pour le single Royals & Kings.
En octobre 2021, Kitty Kat collabore avec la rappeuse allemande Shirin David pour le single Be a Hoe/Break a Hoe, troisième single du deuxième album studio de Shirin David, Bitches Brauchen Rap. Il est numéro un des ventes en Allemagne.

## Discographie
Albums
- 2009 : Miyo!
- 2011 : Pink Mafia
- 2014 : Kattitude
- 2018 : Love & HipHop

Singles
- 2006 : Weihnachtssong (Remix) (Sido feat. G-Hot, Kitty Kat et Tony D)
- 2009 : Beweg dein Arsch (Sido’s Hands On Scooter feat. Kitty Kat & Tony D)
- 2009 : Bitchfresse (L.M.S)
- 2009 : Braves Mädchen
- 2010 : Vogel, flieg (Silla feat. Kitty Kat)
- 2011 : Endgeil
- 2011 : Fliegen üben / Braves Mädchen (feat. Megaloh)
- 2012 : Wie soll ich
- 2012 : Biatch/Überbass
- 2012 : Ich Tanz für Dich
- 2013 : 900 Meilen (feat. Luis Laserpower)
- 2014 : Eine unter Millionen
- 2015 : Money Boy Disstrack
- 2016 : Gemachte Rapper
- 2016 : Eine unter Millionen (Charity feat. Kitty Kat)
- 2018 : Sugamami (feat. Dalila)
- 2018 : Swing Low
- 2018 : Narben
- 2019 : Tic Tac Toe
- 2019 : Fuckboy (feat. Ben Mood)
- 2019 : Mein Type
- 2020 : Hochhaus 2020
- 2020 : Nur Dich
- 2020 : Ich bin nicht Deins
- 2020 : Gummiboot
- 2020 : Früher oder später
- 2020 : Puta
- 2020 : Gangsta Boo
- 2021 : Lass mich
- 2021 : Big City
- 2021 : Thug
- 2021 : Be a Hoe/Break a Hoe (Shirin David feat. Kitty Kat)

## Source de la traduction
- (de) Cet article est partiellement ou en totalité issu de l’article de Wikipédia en allemand intitulé « Kitty Kat » (voir la liste des auteurs).